# Мария Асенина Палеологина
 Тази статия е за дъщеря на българския цар Иван Асен III.  За молдавската княгиня със същото име вижте Мария Мангупска.  
Мария Асенина Палеологина (1287 – 1314) е съпруга на Роже дьо Фльор, водач на Каталанската компания и мега дукс на Византия.
Мария Асенина е дъщеря на българския цар Иван Асен III и Ирина Палеологина. Внучка е на византийския император Михаил VIII Палеолог. По бащина линия принадлежи към българската царска династия Асеневци, а по майчина – към визнатийската императорска династия Палеолози.
Мария Асенина е родена в родовото имение на баща ѝ на река Скамандър в Мала Азия, близо до руините на древната Троя. През 1303 г. каталаните предложили услугите си на император Андроник II Палеолог, за да изтласка турците от Мала Азия. Договорът с каталаните бил скрепен с брака на водача им Роже дьо Флор с племеницата на Андроник II и дъщеря на императора на Загора. За нея Мунтанер казва, че „беше една от най-красивите и умни девойки на земята, а беше само на около шестнадесет години“. Церемонията по бракосъчетанието се състояла през месец септември в Константинопол. След победоносната кампания в Мала Азия, през пролетта на 1304 г. Роже дьо Флор се завърнал в Константинопол и бил удостоен от Андроник II с титлата кесар. Каталанският водач се установил в Галиполи, където имал собствен двор, в който основна роля играели неговите роднини от византийския клон на династията Асеневци. Според Мунтанер, в края на 1304 г. там пребивавали Мария Асенина, майка ѝ Ирина и двама от братята ѝ, единият от които – Михаил Асен, бил близък с каталаните и Роже дьо Флор. По това време съпругата на Дьо Флор вече била бременна и скоро след това, придружавана от майка си, се завърнала в Константинопол. Преди това обаче двете жени напразно се опитали да придумат Роже и хората му да не заминават за Адрианопол, където Роже трябвало да се срещне Михаил IX, когото Мария и майка ѝ отдавна подозирали, че завижда на Роже и дебне сгоден случай, за да погуби него и хората му. След убийството на Роже дьо Флор в лагера на Михаил IX в Адрианопол, Мария Асенина родила син, носещ неговото име, след което тя повече не се споменава в изворите.

## Семейство
От брака си с Роже дьо Флор, Мария има един син, който носи името на баща си:
- Роже дьо Флор (1304 – 1345)